# KRTAP13-3
KRTAP13-3 (англ. Keratin associated protein 13-3) – білок, який кодується однойменним геном, розташованим у людей на довгому плечі 21-ї хромосоми. Довжина поліпептидного ланцюга білка становить 172 амінокислот, а молекулярна маса — 19 236.
| 10         |  | 20         |  | 30         |  | 40         |  | 50         |
| ---------- |  | ---------- |  | ---------- |  | ---------- |  | ---------- |
| MSYNCCSRNF |  | SSCSHGGYLH |  | YPGSSCGSSY |  | PSNLVYSTDL |  | CSPSTCQLGS |
| SLYRGCQETC |  | WRPNSCQTLC |  | VESSPCHTSC |  | YYPRTHMLCN |  | SCLTMHVGSR |
| GFGSNSCCSL |  | SCGSRSCSSL |  | GCGSNGFRYL |  | NYRIHTSPSQ |  | SYRSRFCHPI |
| YFPPRRWFHS |  | SCYQPFCRSG |  | FY         |  |            |  |            |

C: Цистеїн

D: Аспарагінова кислота

E: Глутамінова кислота

F: Фенілаланін

G: Гліцин

H: Гістидин

I: Ізолейцин

L: Лейцин

M: Метіонін

N: Аспарагін

P: Пролін

Q: Глутамін

R: Аргінін

S: Серин

T: Треонін

V: Валін

W: Триптофан